# Jutta Mainhart
Jutta Mainhart (* 1969) ist eine ehemalige österreichische Skilangläuferin.

## Werdegang
Mainhart startete international erstmals bei den Junioren-Skiweltmeisterschaften 1987 in Asiago. Dort belegte sie den 36. Platz über 5 km. Bei den Weltmeisterschaften 1989 in Lahti errang sie den 28. Platz über 10 km klassisch und den zehnten Rang mit der Staffel. Bei den Weltmeisterschaften 1991 im Val di Fiemme lief sie auf den 37. Platz über 15 km klassisch und auf den 25. Rang über 5 km klassisch. In der Saison 1992/93 kam sie bei den Weltmeisterschaften 1993 in Falun auf den 51. Platz über 30 km Freistil, auf den 46. Rang in der Verfolgung und auf den 45. Platz über 5 km klassisch und holte mit dem 29. Platz über 15 km klassisch ihre einzigen Weltcuppunkte. Bei österreichischen Meisterschaften gewann sie 20 Medaillen. Sie wurde jeweils sechsmal Zweite und Dritte und gewann achtmal den Meistertitel, davon jeweils dreimal über 5 km (1989, 1991, 1992) und über 10 km (1990–1992) und zweimal über  15 km (1992, 1993).

## Erfolge

### Teilnahmen an Weltmeisterschaften
- 1989 Lahti: 10. Platz Staffel, 28. Platz 10 km klassisch
- 1991 Val di Fiemme: 25. Platz 5 km klassisch, 37. Platz 15 km klassisch
- 1993 Falun: 29. Platz 15 km klassisch, 45. Platz 5 km klassisch, 46. Platz 10 km Verfolgung, 51. Platz 30 km Freistil

### Medaillen bei nationalen Meisterschaften
- 1986: Bronze über 5 km
- 1989: Gold über 5 km, Silber über 10 km Freistil, Silber über 10 km klassisch, Silber über 20 km, Bronze mit der Staffel
- 1990: Gold über 10 km, Silber über 5 km Freistil, Bronze über 5 km klassisch, Bronze über 20 km
- 1991: Gold über 5 km, Gold über 10 km klassisch, Bronze über 10 km Freistil, Bronze über 20 km
- 1992: Gold über 5 km, Gold über 10 km, Gold über 15 km
- 1993: Gold über 15 km, Silber über 10 km
- 1994: Silber mit der Staffel